# Куртев, Анатолий Валентинович
Анатолий Валентинович Куртев (укр. Анатолій Валентинович Куртєв; род. 7 мая 1975) — исполняющий обязанности городского головы Запорожья в 2021—2024 годах после отставки Владимира Буряка.

## Биография

### Образование
В 1998 году окончил Запорожский государственный медицинский университет по специальности «Педиатрия». Помимо медицинского образования в 2015 году окончил Классический приватный университет по специальности «правоведение», а в 2020 году в том же университете получил специальность «менеджмент».

### Деятельность

#### Медицинская и управленческая карьера
Начал работать в качестве санитара морга отдела дежурных судебно-медицинских экспертов Бюро судебно-медицинской экспертизы Запорожского областного отдела здравоохранения.
Затем с 2004 по 2013 годы работал в Бюро судебно-медицинской экспертизы, начав в качестве врача-интерна (2004—2005), затем был врачом судебно-медицинским экспертом, которым работал с августа 2005 по ноябрь 2009 года.
С декабря 2009 года по февраль 2013 года был заведующим организационно-методического отдела Бюро судебно-медицинской экспертизы управления здравоохранения Запорожской областной государственной администрации. Затем до августа 2013 года работал заместителем начальника Бюро судебно-медицинской экспертизы.
С января 2014 года по май 2016 года — заведующий «Леваневского» кладбища СКП «Запорожская ритуальная служба».

#### Политическая деятельность
Баллотировался в Запорожский горсовет от партии «УКРОП». С мая 2016 года по апрель 2021 года — исполняющий обязанности начальника, начальник КУ «Запорожское областное бюро судебно-медицинской экспертизы» Запорожского областного совета.
В 2020 году стал членом Запорожского городского совета от партии «Слуга народа». С апреля по июнь 2020 года работал секретарём Запорожского городского совета, пока глава города Владимир Буряк не отправил его в отставку.
В июле 2020 года был восстановлен в должности секретаря городского совета.
29 сентября 2021 Куртев после отставки Владимира Буряка стал исполняющим обязанности городского головы Запорожья.
24 апреля 2024 года на внеочередной сессии Запорожского городского совета депутаты проголосовали за досрочное прекращение полномочий Куртева. Исполняющей обязанности городского головы Запорожья стала Регина Харченко.